# ان‌جی‌سی ۴۴۵۰
ان‌جی‌سی ۴۴۵۰ (انگلیسی: NGC 4450) نام یک کهکشان در صورت فلکی گیسو است.